# Austin-Healey Sebring Sprite
L'Austin-Healey Sebring Sprite est une automobile produite par la Donald Healey Motor Company à Cape Works (Warwick), à la division Healey's Speed Equipment sur Grosvenor Street à Londres et par la suite par John Sprinzel Ltd dans leurs locaux de Lancaster Mews. 

## Conception et développement

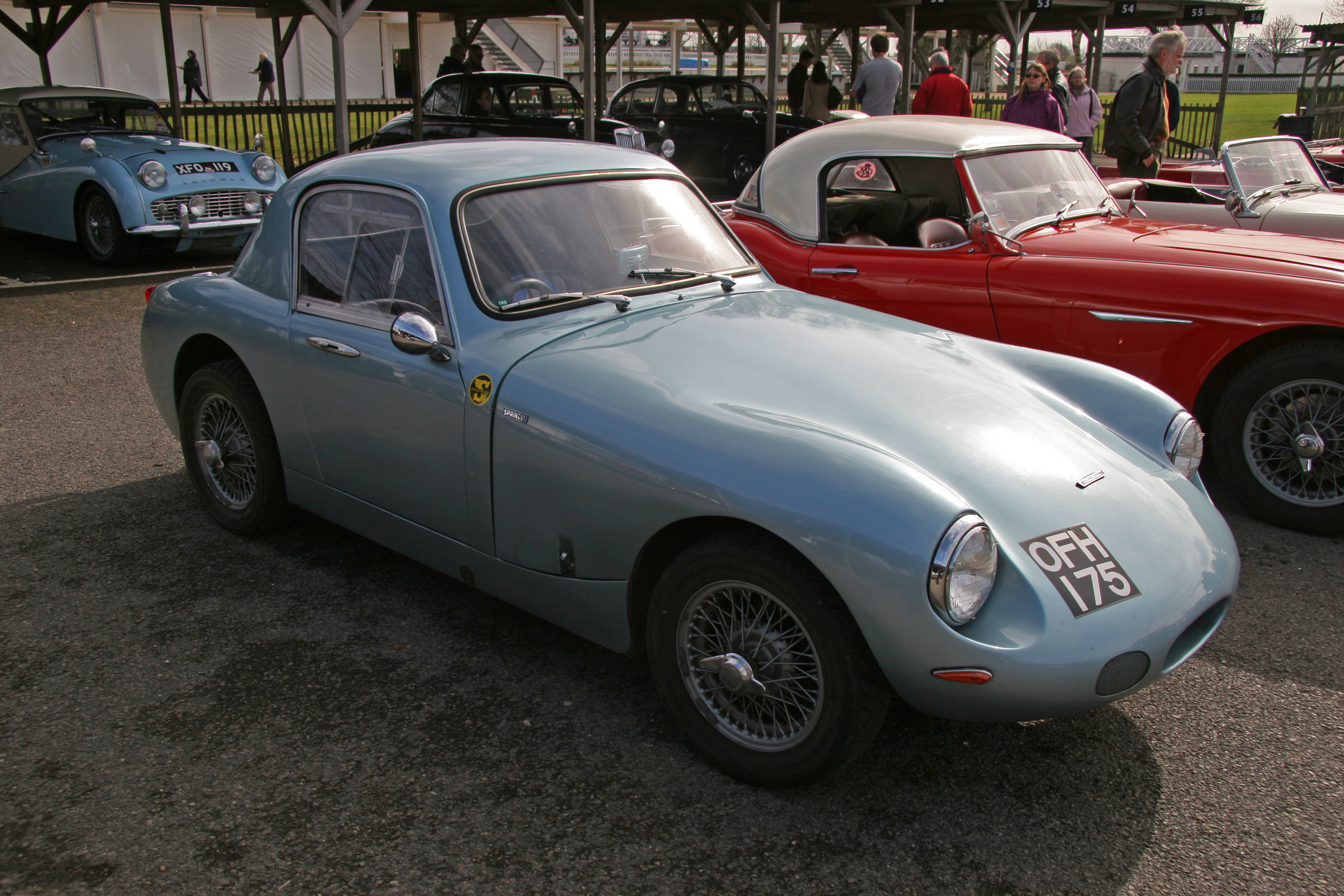
Réplique moderne de Sprinzel Sebring Sprite, telle que produite par Brian Archer et équipée d'une réplique du capot Speedwell GT conçu par Frank Costin

Cette version modifiée de la voiture de production Austin-Healey Sprite, fut reconnue par l'organe directeur du sport automobile, la Fédération Internationale de l'Automobile, comme un modèle à part entière. Elle embarquait des freins à disque Girling ainsi que des améliorations spécifiques du moteur et du châssis. Après son homologation (sport automobile) le 17 septembre 1960, la réglementation de la FIA autorisa l'utilisation de «carrosseries spéciales» et un petit nombre de Sprites Sebring furent ensuite équipées d'une carrosserie coupé en alliage d'aluminium et fibre de verre. 
Les exemples les plus frappants sont ceux imaginés par le pilote de course et de rallye John Sprinzel, qui avait remporté le RAC British Rally Championship 1959. Sprinzel chargea les carrossiers Williams & Pritchard, réputés pour leur travail sur les voitures de course et les prototypes, de produire les carrosseries. Celles-ci sont officiellement au nombre de six, mais huit exemplaires auraient été fabriqués.  
D'autres Sprites ont reçu une carrosserie en alliage similaire d'Alec Goldie et de Fred Faulkner de la société Robert Peel Sheet Metal Works (plus généralement connue sous le nom de «Peel Coachworks»). 
Le nom «Sebring Sprite» devint un terme générique pour toute Sprite avec freins à disque, et plus tard pour toute Sprite coupé ou à carrosserie fastback. 

## 12 Heures de Sebring 1959

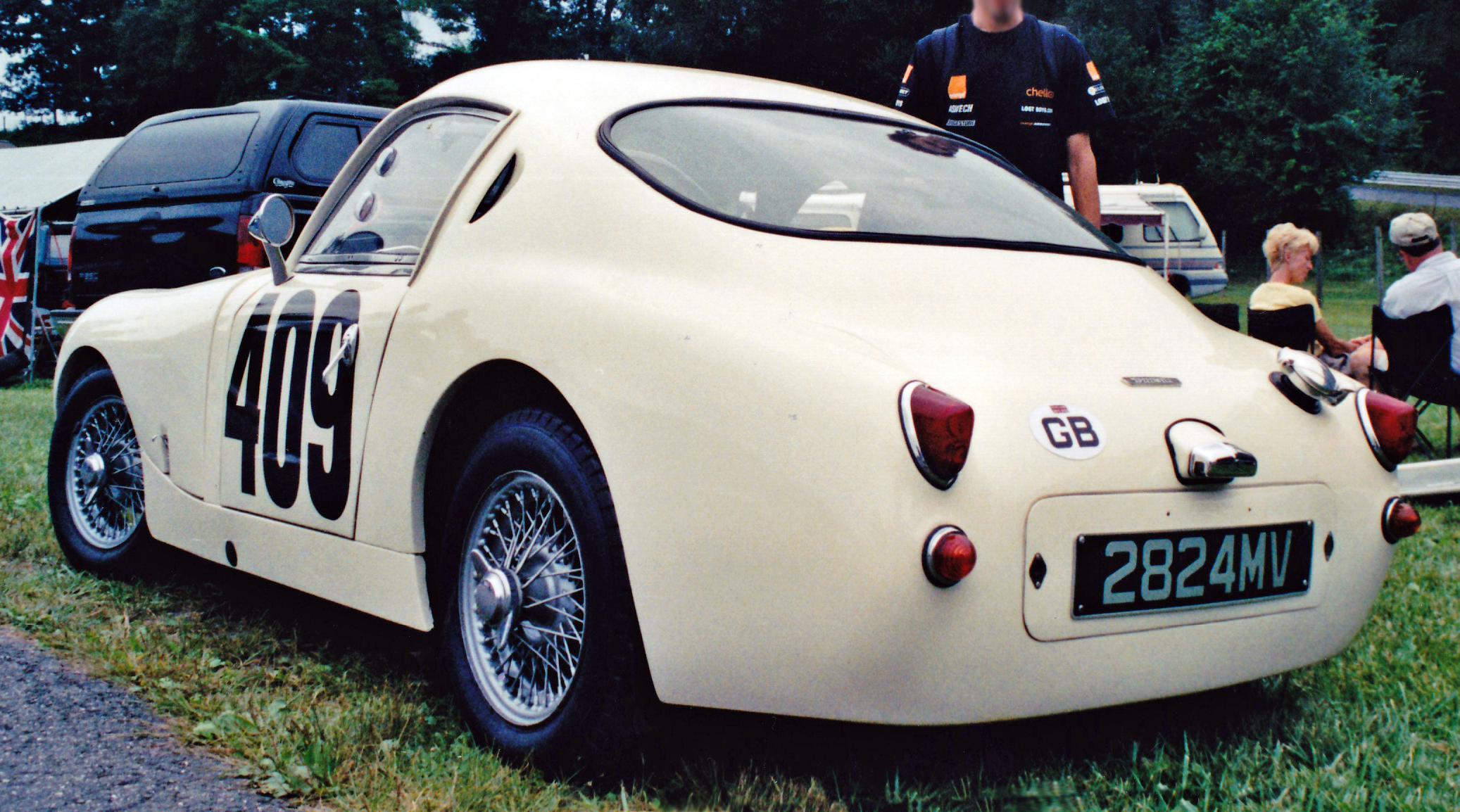
Vue arrière d'une Speedwell Sprite participant au rallye Liège–Rome–Liège de 1960.

En mars 1959, pour la célèbre course de Sebring, en Floride, le département compétition BMC inscrivit trois Austin-Healey Sprites au Grand Prix d'Endurance des 12 Heures. Les voitures furent préparées par le fils de Donald Healey, Geoffrey, à Cape Works. Elles étaient équipées d'un prototype de frein à disque Dunlop sur les quatre roues ainsi que des roues à rayons et pneus de la même société. De gros doubles carburateurs SU 1¼ pouce amélioraient les performances des moteurs et un embrayage de compétition double disque spécial venait épauler une boîte de vitesses à rapports rapprochés et pignons droits. Les voitures furent pilotées par Hugh Sutherland, Phil Stiles, Ed Leavens, Dr Harold Kunz, Fred Hayes, John Christy et John Colgate Jr. Malgré un mauvais classement au général, les Sprites réussirent à terminer première, deuxième et troisième de leur catégorie. Leur succès dans cette première course de voitures de sport du Championnat du monde des voitures de sport FIA, apporta une publicité précieuse pour BMC sur l'important marché nord-américain.

## Healey Sebring Sprites
Les Healey ont ensuite proposé d'équiper les Sprites des clients avec une spécification similaire aux voitures ayant couru à Sebring, mais en utilisant deux carburateurs SU H4 de 11⁄2 pouce et un système de freinage complet Girling. Cet ensemble comprenait des étrier/disques «type 9» de 8,5 pouces pour les roues avant et des tambours de 8 pouces à l'arrière. L'ensemble flexibles et liquide de frein pouvait être remplacés par des équipements Girling. Une de ces Sprite (enregistrée 888 HPA) était détenu, réglée et pilotée par Beatrice Shilling, l'ingénieur aéronautique saluée comme une héroïne de la Seconde Guerre mondiale pour avoir apporté une amélioration légère mais vitale aux moteurs Merlin des Spitfires. Ces Healey Sebring Sprites étaient modifiées à Cape Works. À partir du début des années 1960 elle le furent également dans le petit atelier des salles d'exposition de Londres à Grosvenor Street, où la division Healey Speed Equipment était dirigée par le champion britannique en titre, John Sprinzel et le chef mécanicien, le futur pilote de F1 Paul Hawkins. 
John Sprinzel avait fondé la société de transformation Speedwell Performance Conversions Ltd, où il fut rejoint par le futur champion du monde de Formule 1 Graham Hill. Speedwell a développé un élégant coupé Sprite à  carrosserie en alliage, la Speedwell GT, conçu par l'aérodynamicien Frank Costin et construite par Williams & Pritchard. Cependant, Donald Healey réussi à attirer John Sprinzel loin de Speedwell en lui proposant de créer la division Healey Speed Equipment et la promesse de piloter pour Healey à Sebring et au Mans. 

## Sebring 1960
En raison des préoccupations croissantes en matière de sécurité concernant la différence de vitesse entre les petites voitures et les plus grandes, une course distincte de quatre heures pour les voitures GT de moins d'un litre fut organisée à Sebring en 1960. Stirling Moss pilota une Sebring Sprite qu'il amena à une victoire de catégorie et deuxième au classement général. Lors de la course de douze heures John Sprinzel conduisit un prototype Sprite avec une carrosserie en kit GRP Falcon, construite et engagée par la Donald Healey Motor Company. Sprinzel gagna une autre victoire impressionnante dans sa catégorie, terminant 41e au classement général. 

## Sprinzel Sebring Sprites
Laissant les Healeys s'installer à Lancaster Mews en décembre 1960 pour créer leur propre programme de réglage et de préparation course, John Sprinzel lança son coupé Williams & Pritchard immédiatement salué au Racing Car Show de Londres. Les Sprinzel Sebring Sprites furent bientôt construites pour les pilotes Ian Walker (WJB 707), Cyril Simson (S 221), Andrew Hedges (410 EAO) et Chris Williams (52 LPH), et pour le pilote de rallye d'usine BMC David Seigle-Morris (D 20). La Sebring Sprite personnelle de Sprinzel portait le numéro d'immatriculation PMO 200. Le pilote couru sur la voiture à Sebring et dans des rallyes internationaux ainsi que des courses tout au long de la saison 1961, culminant en une victoire pure et simple au rallye Targa Rusticana au début de l'année 1962. 

## Sebring 1961
Pas moins de 7 Sebring Sprites ont participé aux courses d'endurance à Sebring en 1961. Les cinq voitures BMC préparées par Healey étaient conduites par Ed Leavens, Briggs Cunningham, Dick Thompson, Bruce McLaren et Walt Hansgen. Il y avait également deux coupés de John Sprinzel, pilotés par Stirling Moss, avec sa sœur Pat Moss, la femme pilote de rallye britannique la plus titrée. Les Sebring Sprites terminèrent aux six des huit premières places de la course de 4 heures pour les voitures GT homologuées de la catégorie 1 litre. Au cours de la course de 12 heures, les Sebring Sprites étaient conduites par Ed Leavens, John Colgate, Joe Buzetta, Glenn Carlson, Cyril Simson et le futur pilote de F1 Paul Hawkins. Les voitures terminèrent 2e, 3e et 4e dans la classe sports 1150 cm3 (prototype) et 15e, 25e et 37e au classement général. 

## Autres Sebring Sprites
Au fil des ans, les voitures ont été vendues à des pilotes privés qui ont couru avec. Plus tard, les Sebring Sprite sont devenues des voitures recherchées, objets de vénération pour les amateurs d'Austin-Healey. Ces amateurs qui recherchent ces voitures, les découvrent parfois à des stades avancés de détérioration. Aujourd'hui, ces voitures sont des classiques chéris qui peuvent être conduits vers et depuis des compétitions comme elles l'étaient à l'époque. 
Par la suite, de nombreuses autres Sprites furent modifiées comme répliques d'époque des Speedwell GT et Sprinzel Sebring Sprites originales, construites selon les mêmes spécifications homologuées. L'une de ces voitures est la Sprite "Lumbertubs", construite en 1963 par les frères Brian et Ken Myers et nommée d'après la rue où ils vivaient. Le pavillon en alliage a été conçu par Alan Thompson d'Aston Martin et un capot Sebring de Williams & Pritchard en fibre de verre a été installé. En 1965, elle reçut un moteur et une boîte de vitesses Ford, remportant un certain succès dans les sprints et les ascensions et remportant sa catégorie lors de la réunion de St. John Horsfall à Silverstone le 24 juin 1967.